# تيغوشي يويا
تيقوشي يويا ممثل ومغني ياباني، انضم إلى شركة جوني في ديسمبر عام 2002 ، وظهر لأول مرة مع 8 أعضاء بعد انضمامه إلى الشركة بـ 8 أشهر فقط وهم أعضآء فرقة نيوز .وهو أحد أعضاء فرقة نيوز ، يتابع حالياً «تيقوشي» تعليمه في جامعة واسيدا من خلال شبكات الإنترنت، لأن نظام جدوله يمنعه من حضور محاضراته بانتظام.

## المسلسلات
- Sai in Blues 15 عام 2005
- Gekidan Engimono - Ie ga Tooi عام 2005
- رئيسي بطلي (my boss my hero) عام 2006
- Gachi Baka [ مع ماسودا ] عام 2006
- Hyoten 2006 عام 2006
- Shabake عام 2007
- Dareka ga Uso wo Tsuiteiru عام 2009
- Yamato Nadeshiko Shichi Henge عام 2010
- Deka Wanko عام 2011

## العروض المتنوعة
- Sekai no Hate Made ItteQ - イッテＱ [ مستمر من 2007 ]
- 走魂 - Soukon برنامج ركض معه كاتو شيقياكي وكوياما كيتشيرو وماسودا تاكاهيسا [ بدا عرضه 2009 وانتهى 2010 - عرضت له 19 حلقه فقط ]

## الافلام
- Dead Run عام 2005
- Shissou عام 2005
- Dareka ga watashi ni kissu shita عام 2010
- Hotaru no Hikari عام 2012

## الاعلانات
- Russ-K
- LAWSON
- Vermont Curry
- Tongari Corn
- KOSÉ
- Pokemon Black/White
- Kappa Ebisen
- MATCH
- knorr

## روابط خارجية
- تيغوشي يويا على موقع IMDb (الإنجليزية)
- تيغوشي يويا على موقع ميوزك برينز (الإنجليزية)
- تيغوشي يويا على موقع قاعدة بيانات الفيلم (الإنجليزية)